# Slayyyter (album)
Slayyyter è il mixtape di debutto della cantautrice statunitense Slayyyter, pubblicato il 17 settembre dall'etichetta discografica Slayyyter Label.
Tale mixtape era previsto per la pubblicazione nel novembre 2018, ma tuttavia fu rimandato fino a settembre 2019.

## Descrizione
Il mixtape contenente 14 tracce, prodotto principalmente da Ayesha Erotica, Boy Sim e Robokid è composto da singoli passati insieme a brani inediti.

## Accoglienza
L'album è stato generalmente ben accettato. Ad esempio la rivista Pop Matters ha descritto l'album alludendo al fatto che Slayyyter stia superando le ormai note cantanti pop del momento, aggiungendo che le ballad presenti nel mixtape sono migliori rispetto ad altri brani dello stesso genere spesso contenuti in album con l'unico scopo di "riempire" il progetto musicale. In tale recensione Pop Matters paragona Slayyyter ad artisti come Charli XCX, Kim Petras, Britney Spears e Spice Girls.
| Recensione | Giudizio |
| ---------- | -------- |
| PopMatters | 7/10     |

## Tracce
1. BFF (feat. Ayesha Erotica) – 3:35 (testo: Catherine Slater, Ayesha Erotica – musica: Ayesha Erotica)
2. Mine – 2:39 (testo: Catherine Slater, Ethan Budnick, Camm Davidson – musica: Good Intent, Robokid)
3. Alone – 2:42 (testo: Catherine Slater, Ayesha Erotica – musica: Ayesha Erotica)
4. Candy – 2:36 (testo: Catherine Slater – musica: Ayesha Erotica)
5. Cha Ching – 2:39 (testo: Catherine Slater, Ethan Budnick, Joel Gardner, Madeline Crabtree – musica: Robokid)
6. Devil – 2:57 (testo: Catherine Slater, Ayesha Erotica, Ethan Budnick, – musica: Robokid, Ms. Cheeseburger)
7. Ur Man – 2:24 (testo: Catherine Slater, Andrew Okamura, Ethan Budnick – musica: Robokid, AObeats)
8. Daddy AF – 2:31 (testo: Catherine Slater, Andrew Okamura, Ethan Budnick – musica: Robokid, AObeats)
9. Motorcycle – 2:46 (testo: Catherine Slater, Andrew Okamura, Ethan Budnick – musica: Robokid, AObeats)
10. Celebrity – 3:21 (testo: Catherine Slater, Douglas Simmons – musica: Donatachi)
11. Tattoo – 3:30 (testo: Catherine Slater, Ayesha Erotica – musica: Ms. Cheeseburger)
12. E-Boy (with That Kid) – 2:39 (testo: Catherine Slater, Spencer Joseph, Christopher Sauceda – musica: Boy Sim)
13. Touch My Body – 3:28 (testo: Catherine Slater, Christopher Sauceda – musica: Boy Sim)
14. Ghosttt – 3:29 (testo: Catherine Slater, Ethan Budnick – musica: Robokid)